# ЛВС-2005
ЛВС-2005 (71-152) — пасажирський односторонній шестивісний зчленований трамвай зі змінним рівнем підлоги. ЛВС-2005 розроблений на Петербурзькому трамвайно-механічному заводі у 2005 році. Будівництво прототипу завершено у червні 2006 року, а до кінця того ж року завершено випробування та сертифікацію нового трамвая.

## Технічні подробиці
ЛВС-2005 — зчленований шестивісний трамвайний вагон колії 1524 мм зі змінним рівнем підлоги. Частка низької підлоги становить понад 60%.
Кузов складається з двох секцій, пов'язаних через вузол зчленування, розроблений німецькою фірмою Hübner GmbH і має три ступеня вільності. Зовнішня обшивка бортів вагона, передня і задня панель виконані зі склопластику для зниження ваги.
Рівень підлоги у передній частині вагона високий. Після першого візка двома сходинками рівень підлоги знижується до мінімуму — 350 мм від головки рейки. Далі, плавно підвищуючись до другого візка (низькопрофільного) і опускаючись після зчленування, він залишається низьким. І перед третім візком такими ж двома ступенями рівень підлоги повертається до високого. Накопичувальні майданчики в зниженій частині салону обладнані апарелями, що висуваються, і спеціально обладнаними місцями.
Двері планетарного типу, розміщені на початку першої секції (одностулковий, високопідлоговий), після першого візка (двостулковий, низькопідлоговий), перед третім візком (двостулковий, низькопідлоговий) і в кінці другої секції (одностулковий, високопідлоговий).
Тягові електродвигуни — асинхронні, по два в першому і третьому візках, система управління — транзисторна. Другий візок безмоторний. Основне гальмування електродинамічний з можливістю рекуперативне гальмування, тяговим двигуном. Для гальмування використовуються дискові механічні гальма з електроприводом. Присутні магніторейкові гальма. Передбачено короткочасний рух вагона без контактної мережі.

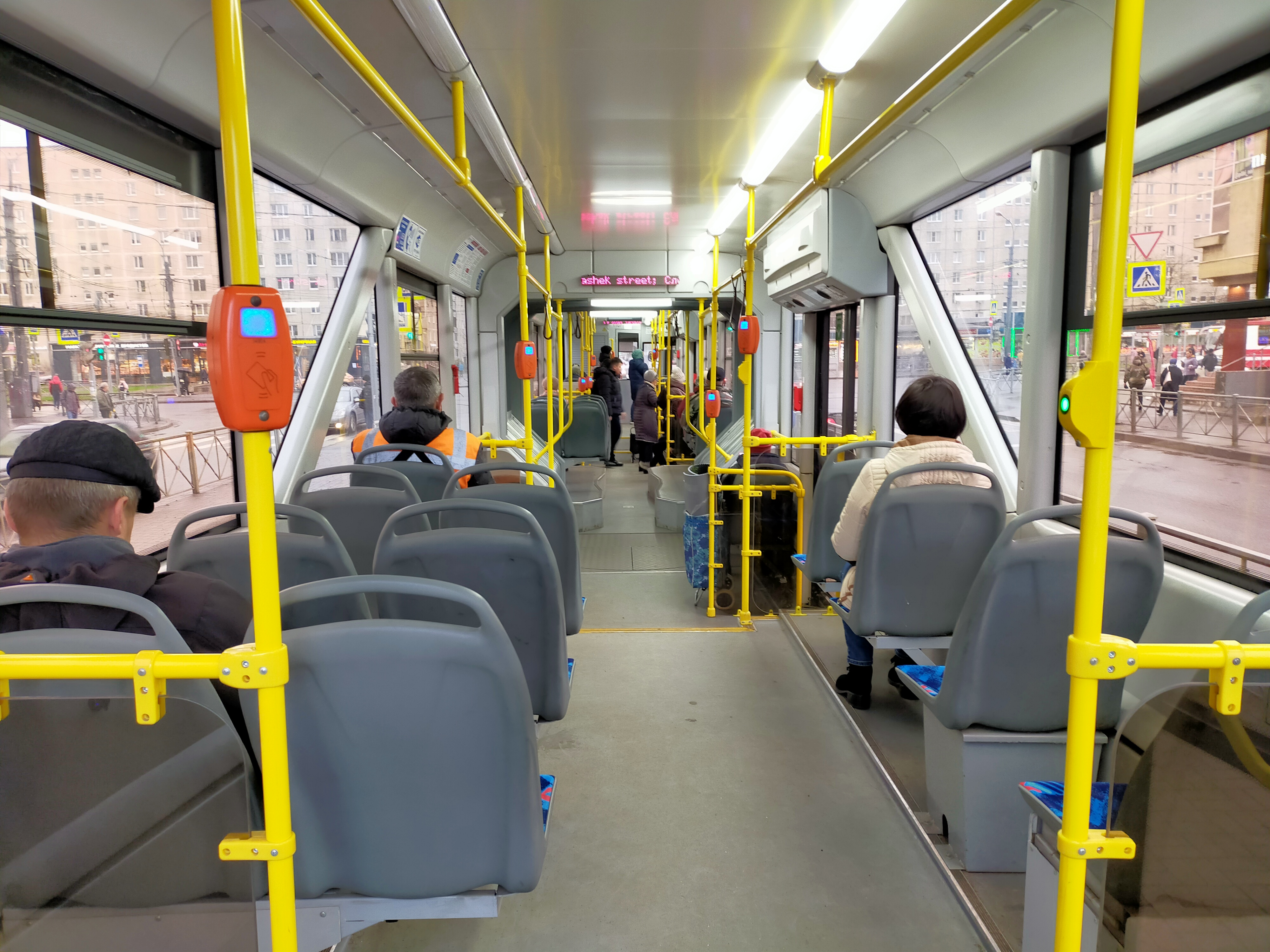
ЛВС-2005 в Петербурзі, вигляд усередині трамваю
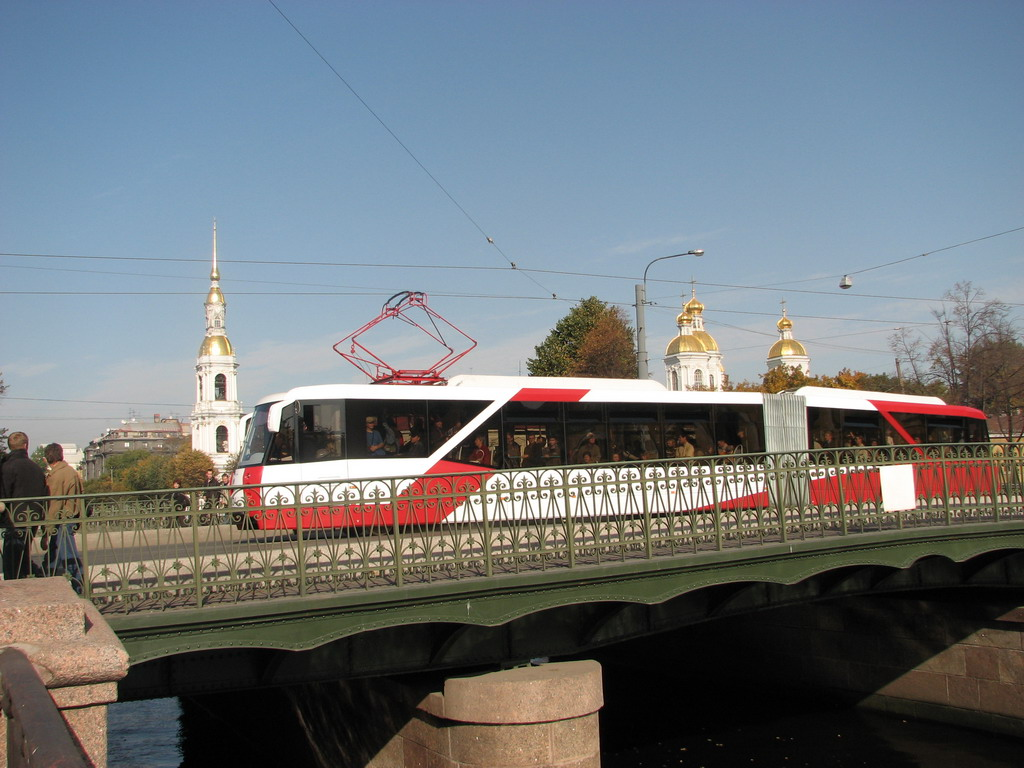
ЛВС-2005 в Петербурзі, вигляд збоку спереду
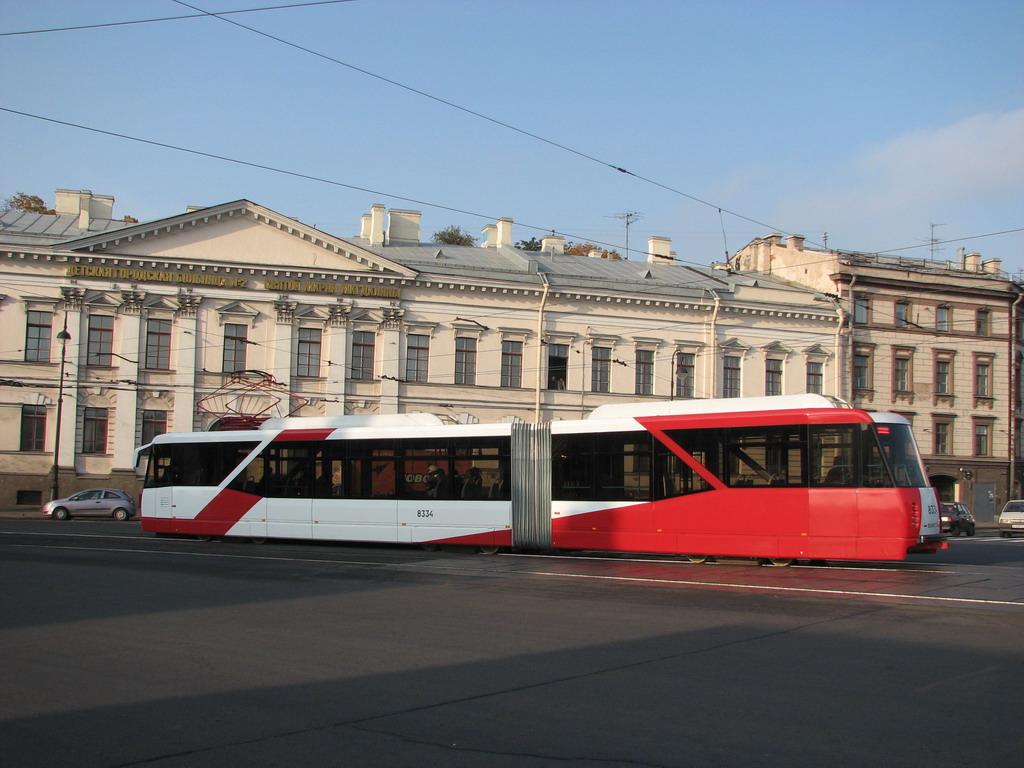
ЛВС-2005 в Петербурзі, вигляд збоку ззаду

## ЛВС-2005 у Санкт-Петербурзі

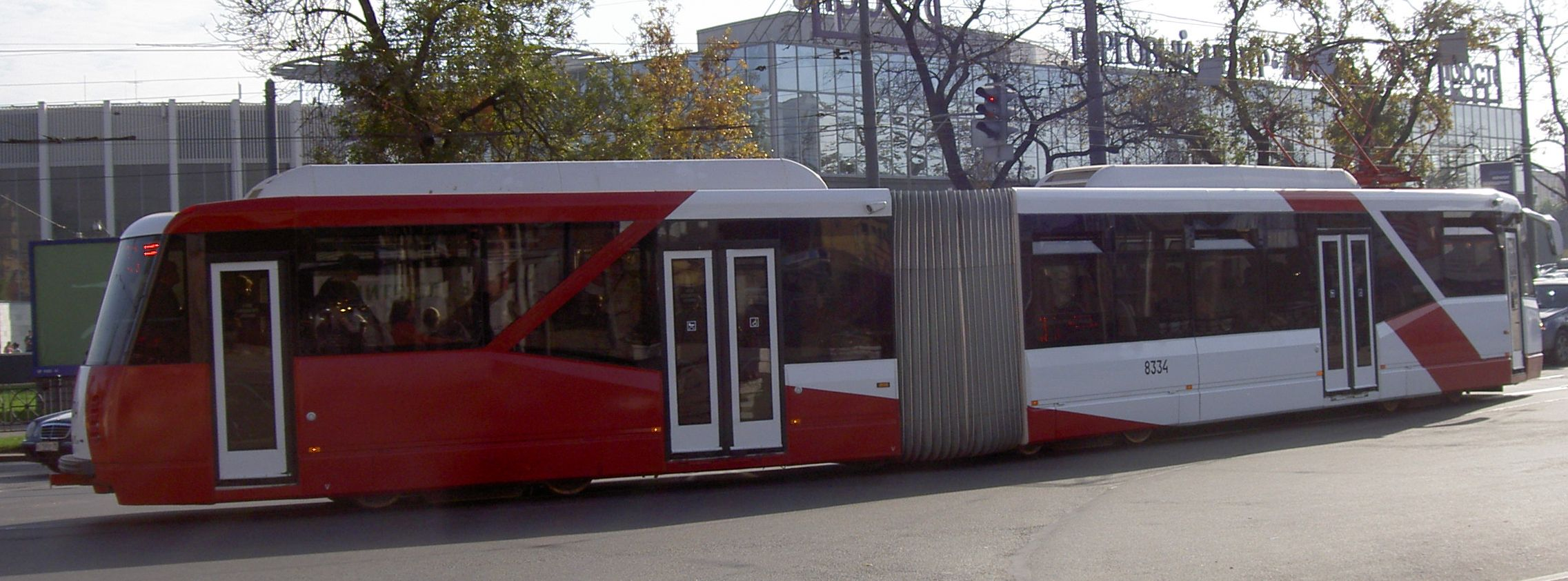
ЛВС-2005 в Петербурзі

У лютому 2007 року вагон ЛВС-2005 із заводським № 001 був переданий до трамвайного парку № 8 для дослідної експлуатації, де йому привласнили № 8334. Через низьку якість контактної мережі встановлений на вагоні пантограф Lekov довелося замінити на менш вимогливий до якості контактної мережі пантограф. 19 червня 2007 року вагон розпочав регулярну роботу з пасажирами за укороченим 36-м маршрутом: Завод «Північна Верф» — Стрельна. 3 жовтня 2007 року вагон було передано до трамвайного парку № 5, де йому привласнили № 5306, хоча на борту залишили № 8334. З 9 жовтня 2007 року вагон почав працювати на маршруті № 19. 16 листопада 2007 року вагон було передано до трамвайного парку № 1, де йому привласнили №1205. З 17 листопада 2007 року вагон працює на маршруті №25.
У грудні 2007 року та січні 2008 року вагони ЛВС-2005 із заводськими №№ 002, 003, 004, 005 були передані до трамвайного парку № 1, де їм привласнили №№ 1206, 1207, 1208, 12. Таким чином, ПТМЗ виконав зобов'язання за державним контрактом № 03/07 від 20 квітня 2007 року на постачання низькопідлогових шестивісних вагонів моделі 71-152 підвищеної місткості за 2007 рік.
4 лютого 2008 року паркові номери вагонів ЛВС-2005 1205-1209 були замінені на 1101-1105 відповідно.
12 серпня 2008 року до трамвайного парку № 1 прибули 2 вагони №№1106, 1107 з доопрацьованими салоном та кабіною водія. Пізніше надійшло ще 17 таких вагонів у ТП-1 (№№1108-1125)
У травні 2021 року вагон ЛВС-2005 №1101 пройшов капремонт.
Торішнього серпня того ж року трамвай вийшов після капремонту.

## ЛВС-2005 у Барнаулі

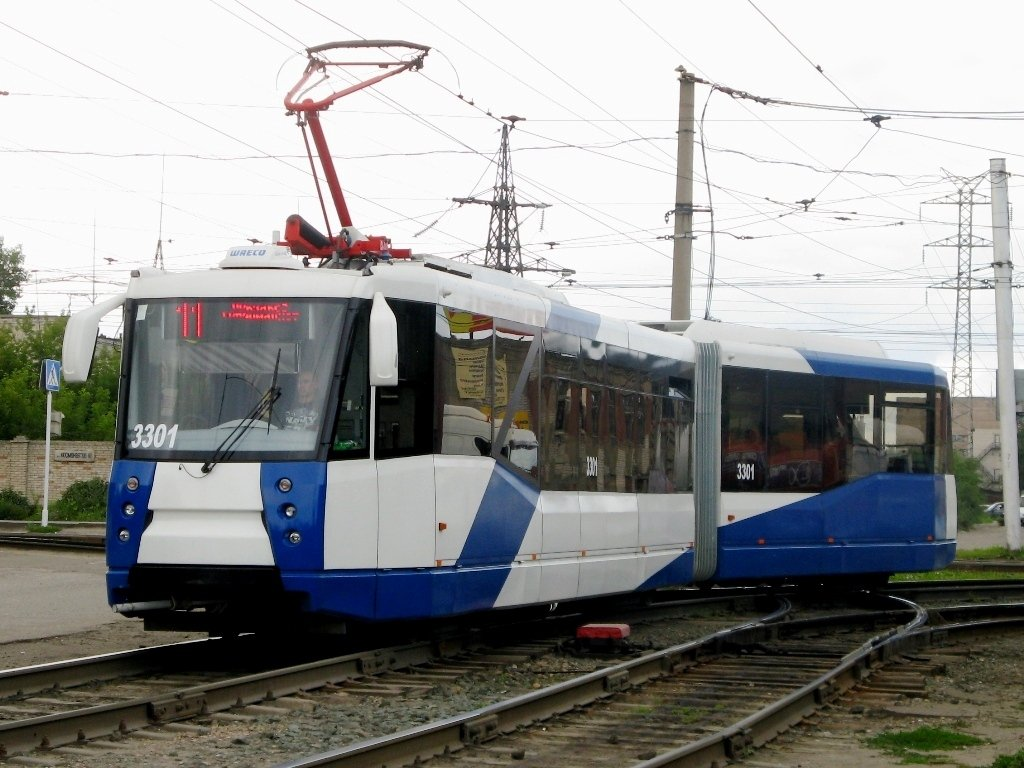
ЛВС-2005 у Барнаулі

7 листопада 2009 року вагон із заводським №026 прибув до трамвайного депо №1. Нині запущено в експлуатацію. Вагон є унікальним, т.я. на ньому встановлено модернізований опорний візок 60ТОО.
29 грудня 2009 року трамвай ЛВС-2005 пущено одним з напружених маршрутів м. Барнаула - №1. Присвоєно бортовий номер 3301 (приписано до депо №3)

## Перспективи
ЛВС-2005 — перший у Росії вагон із часткою низької статі понад дві третини. Згодом на його базі були побудовані чотиривісний трамвай ЛМ-2008, і восьмивісний вагон ЛВС-2009, одно- та двосторонньої модифікацій.

## Експлуатація
| Місто           | Тип    | Початок експлуатації | Кількість одиниць | Бортові номери |
| --------------- | ------ | -------------------- | ----------------- | -------------- |
| Санкт-Петербург | 71-152 | 2007 рік             | 25                | 1101 - 1125    |
| Барнаул         | 71-152 | 2009 рік             | 1                 | 3301           |

## Світлини

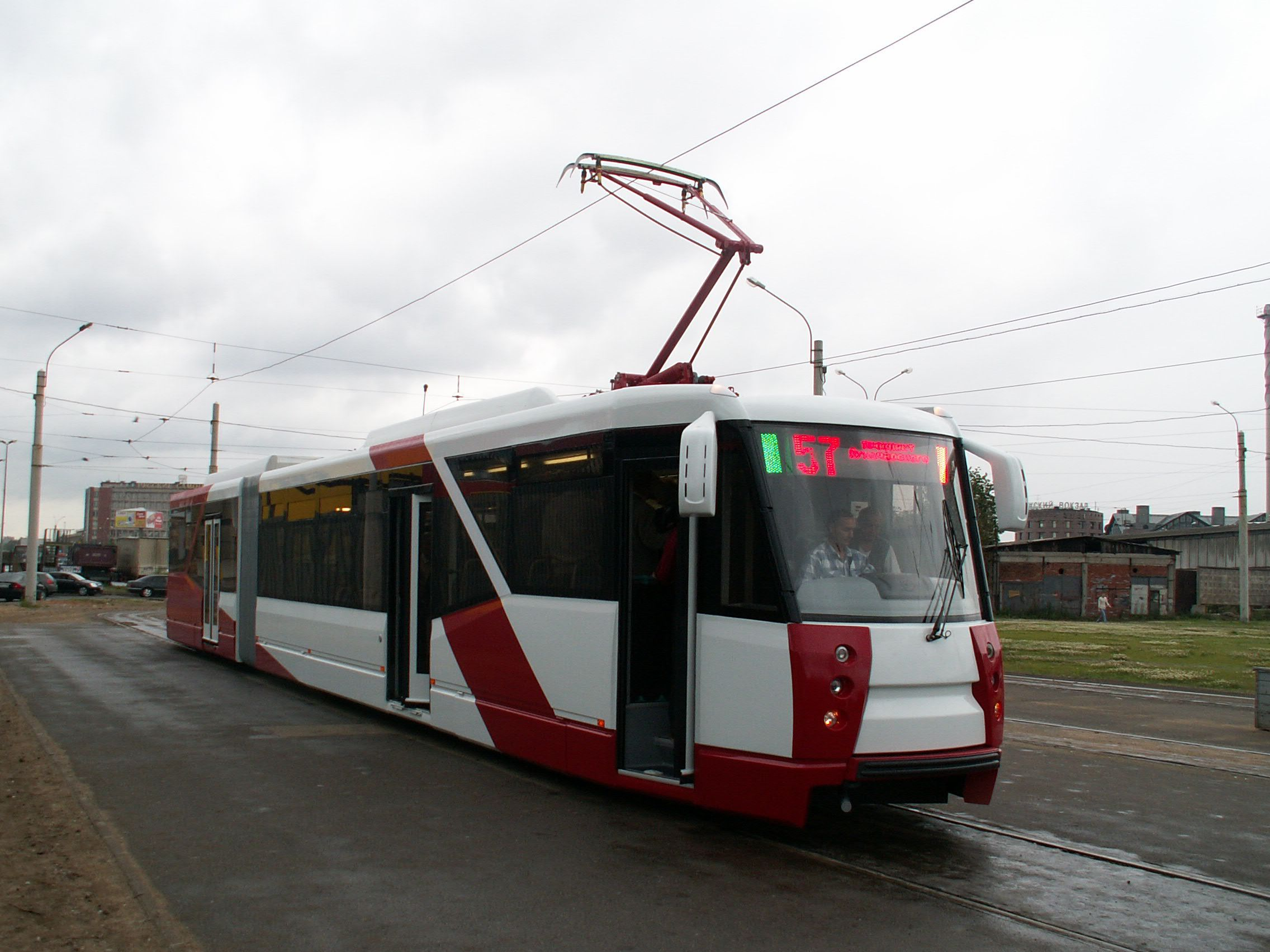
ЛВС-2005 в Петербурзі
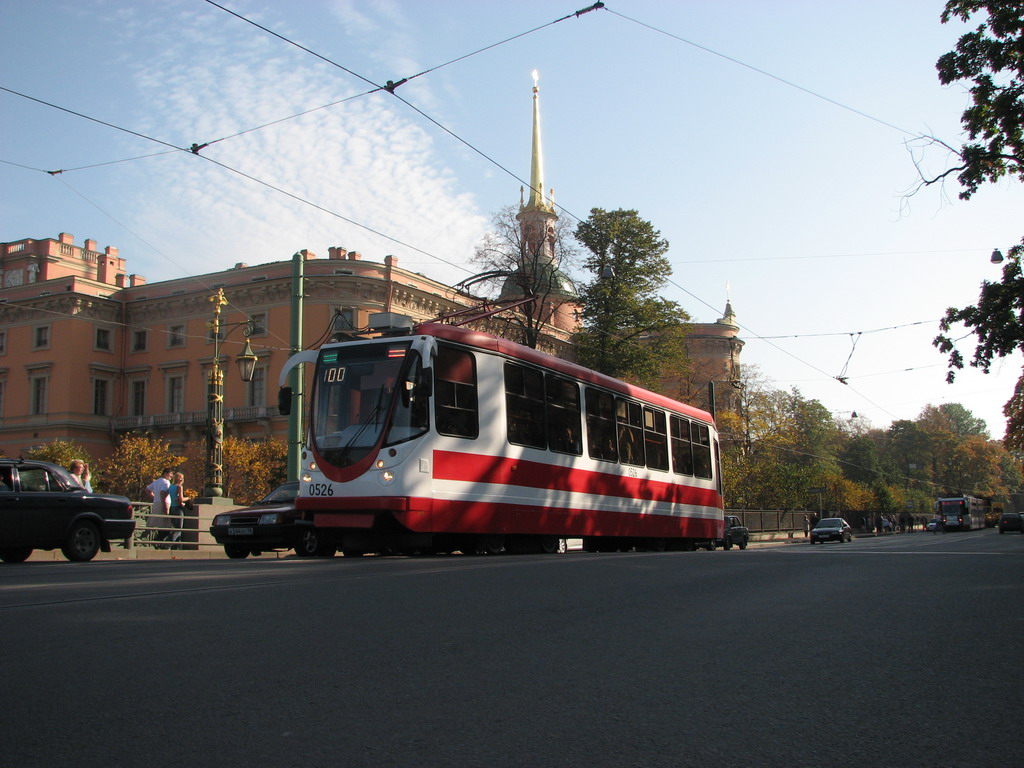
ЛВС-2005 в Петербурзі
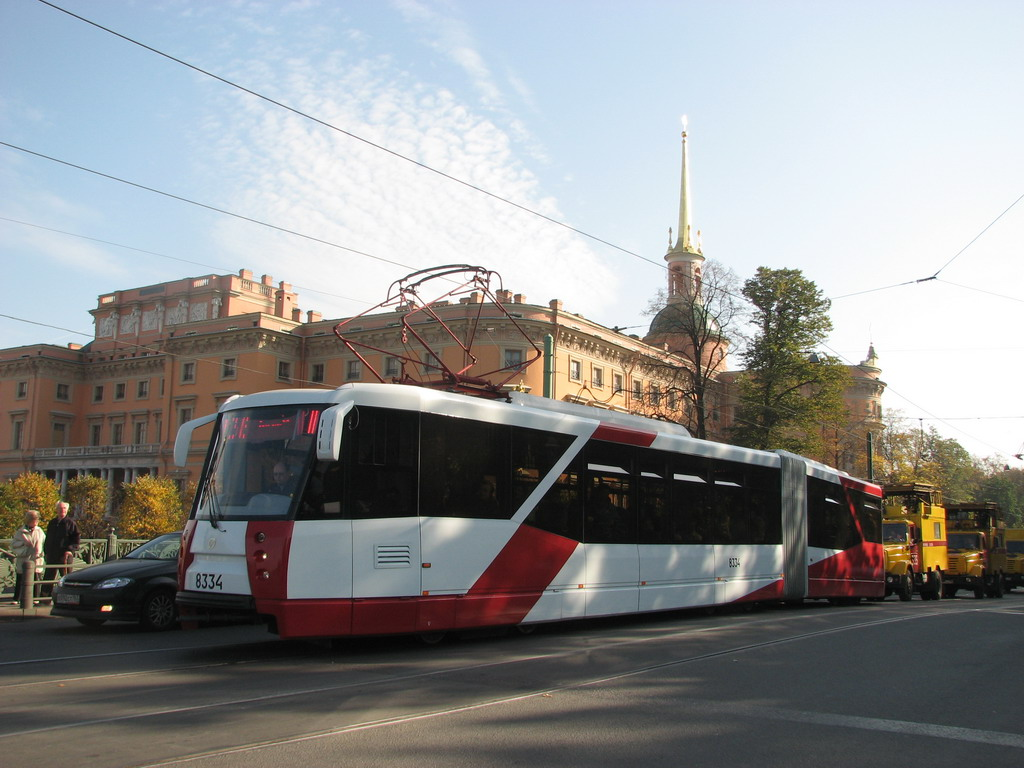
ЛВС-2005 в Петербурзі
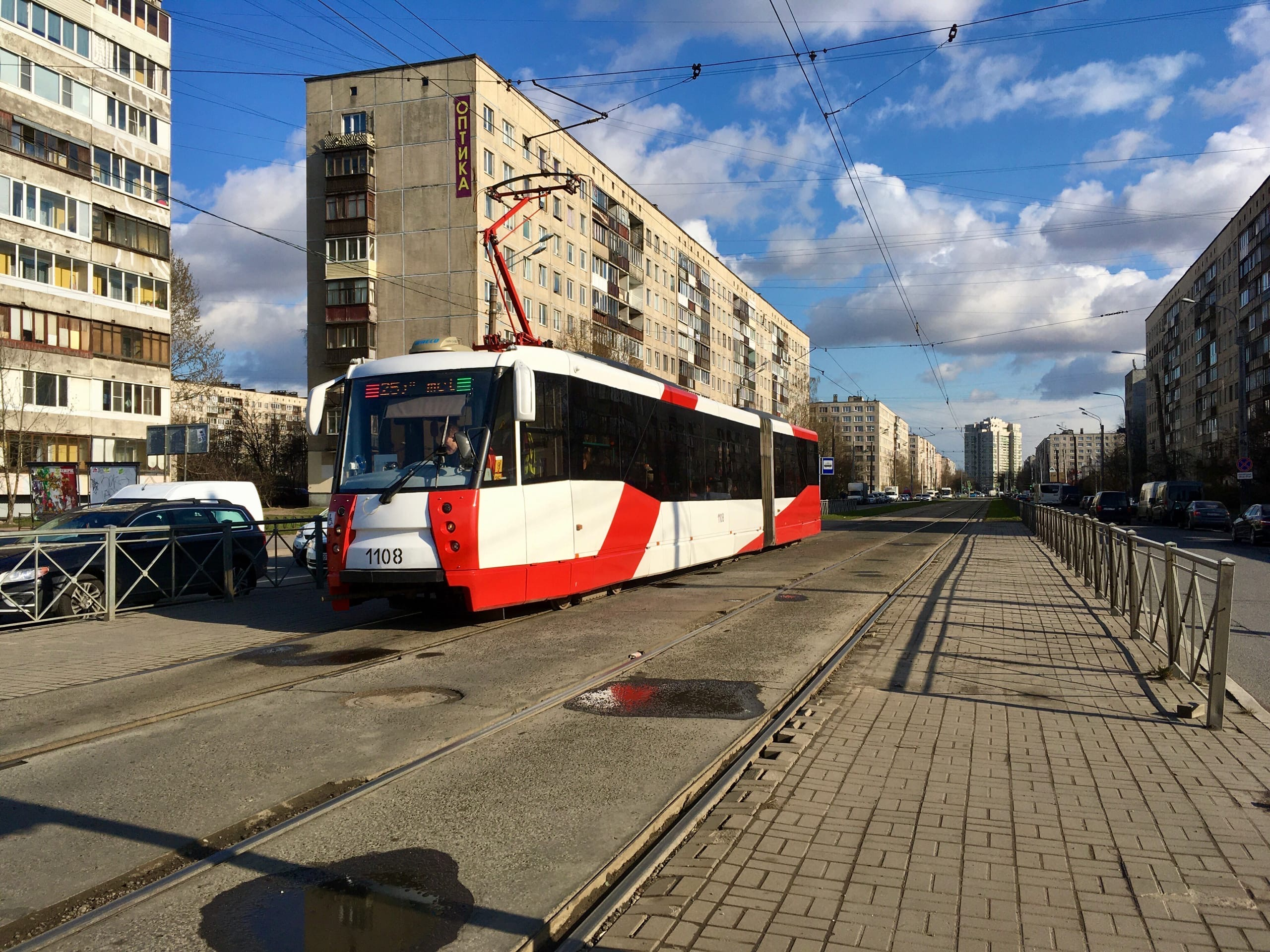
ЛВС-2005 в Петербурзі
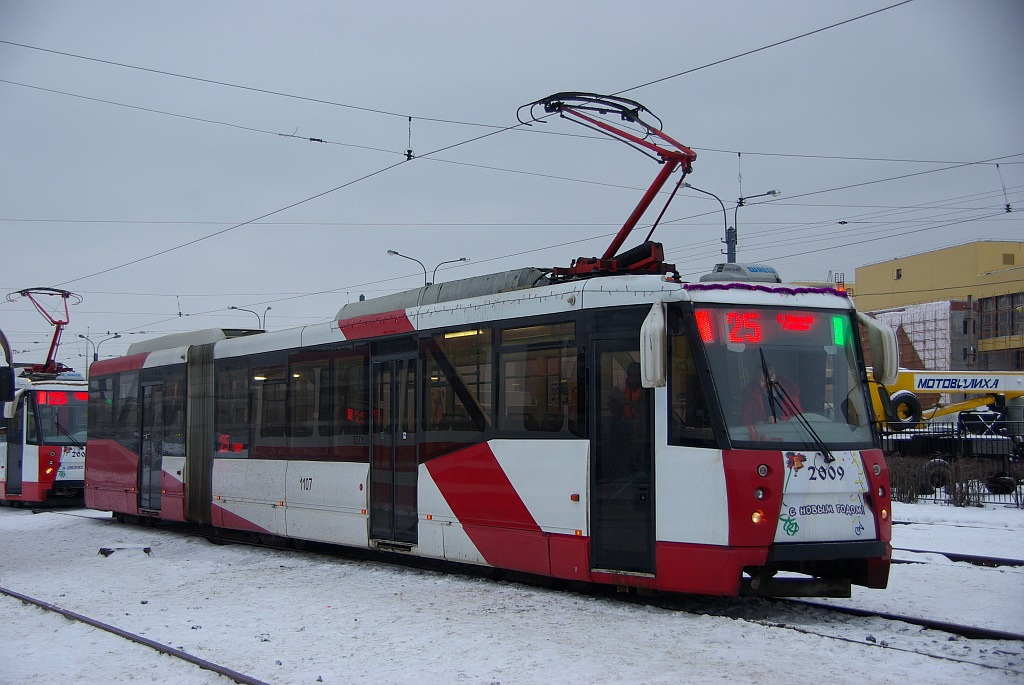
ЛВС-2005 в Петербурзі
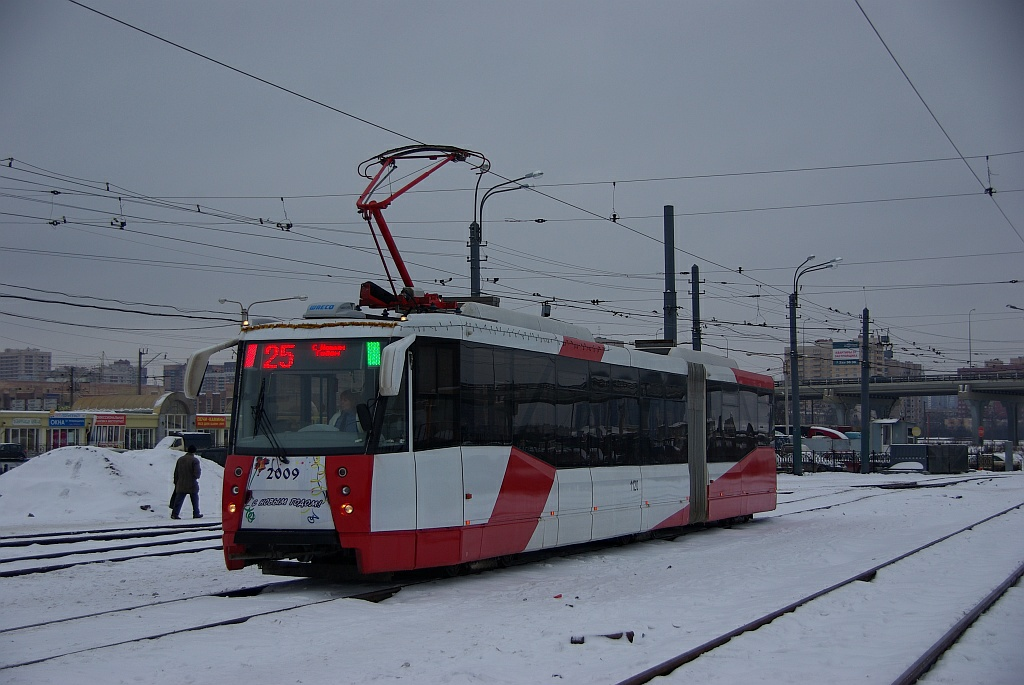
ЛВС-2005 в Петербурзі
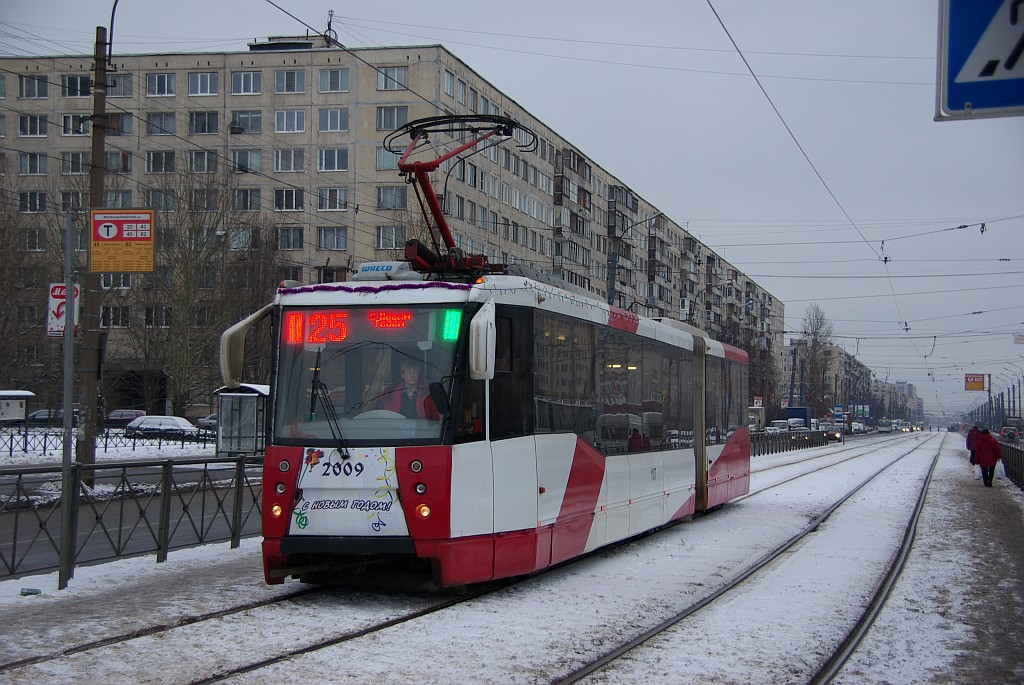
ЛВС-2005 в Петербурзі
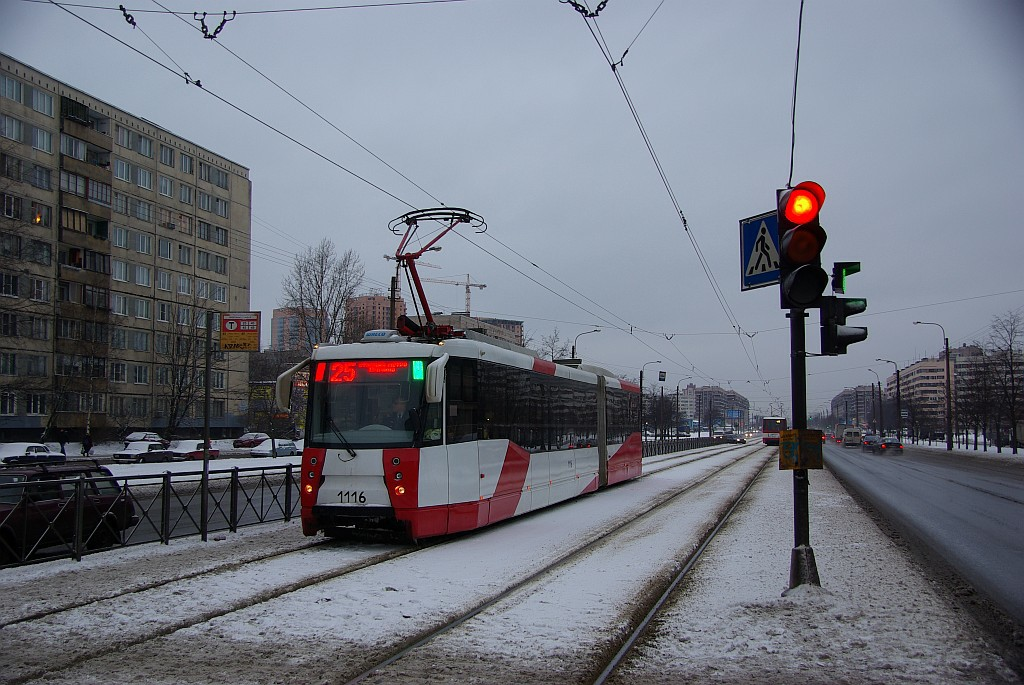
ЛВС-2005 в Петербурзі
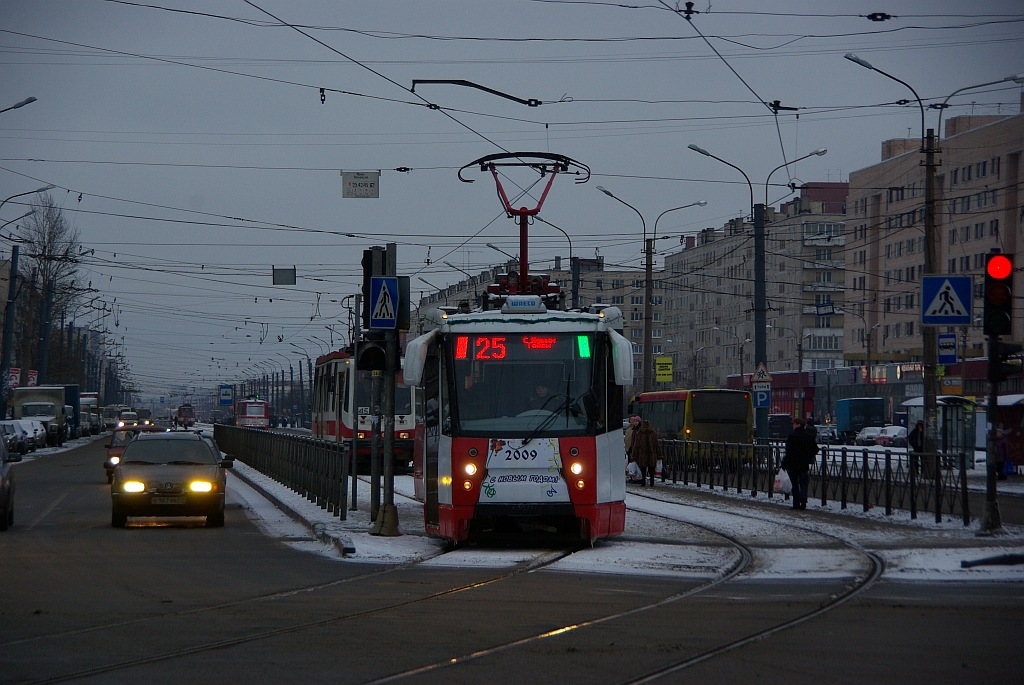
ЛВС-2005 в Петербурзі
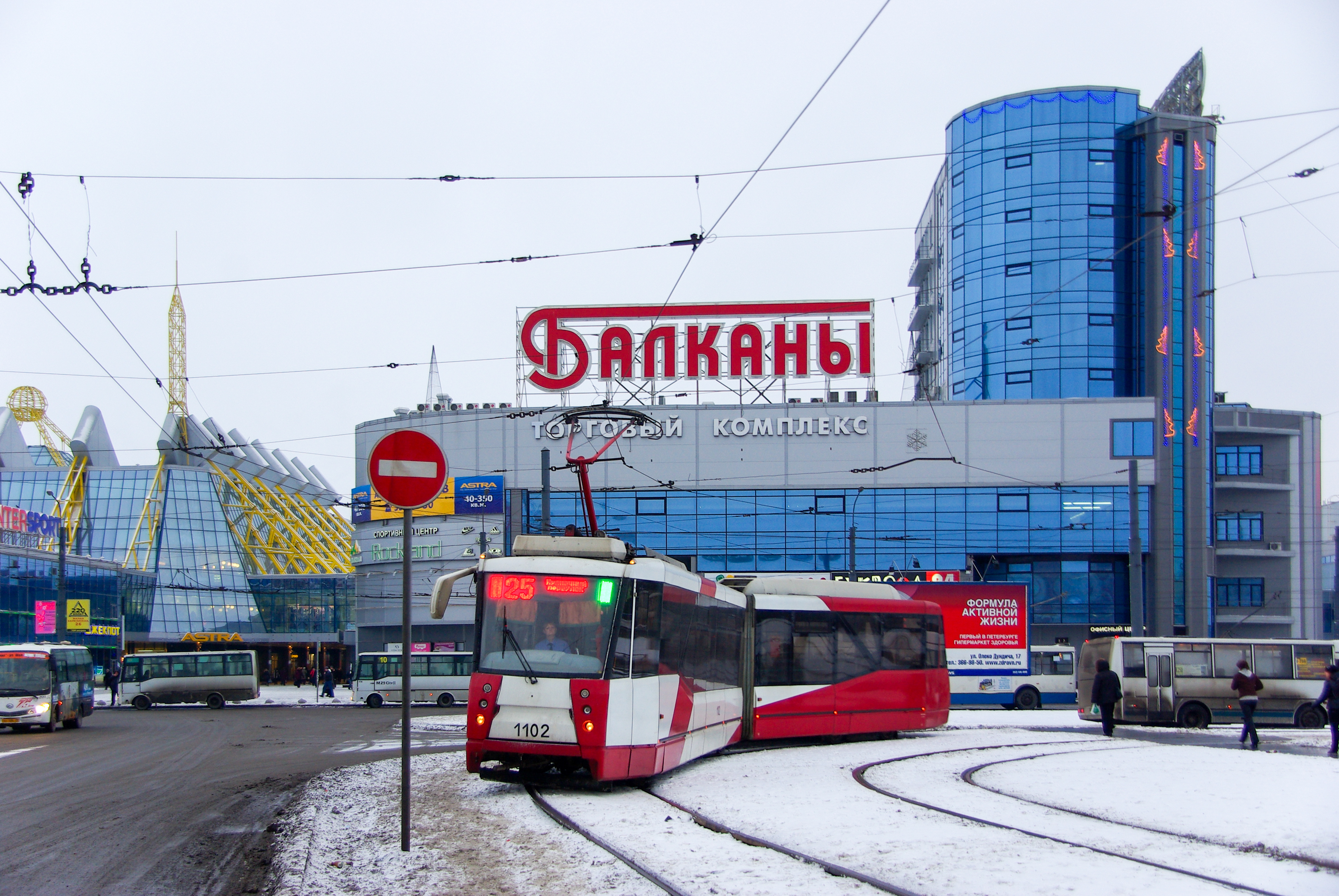
ЛВС-2005 в Петербурзі
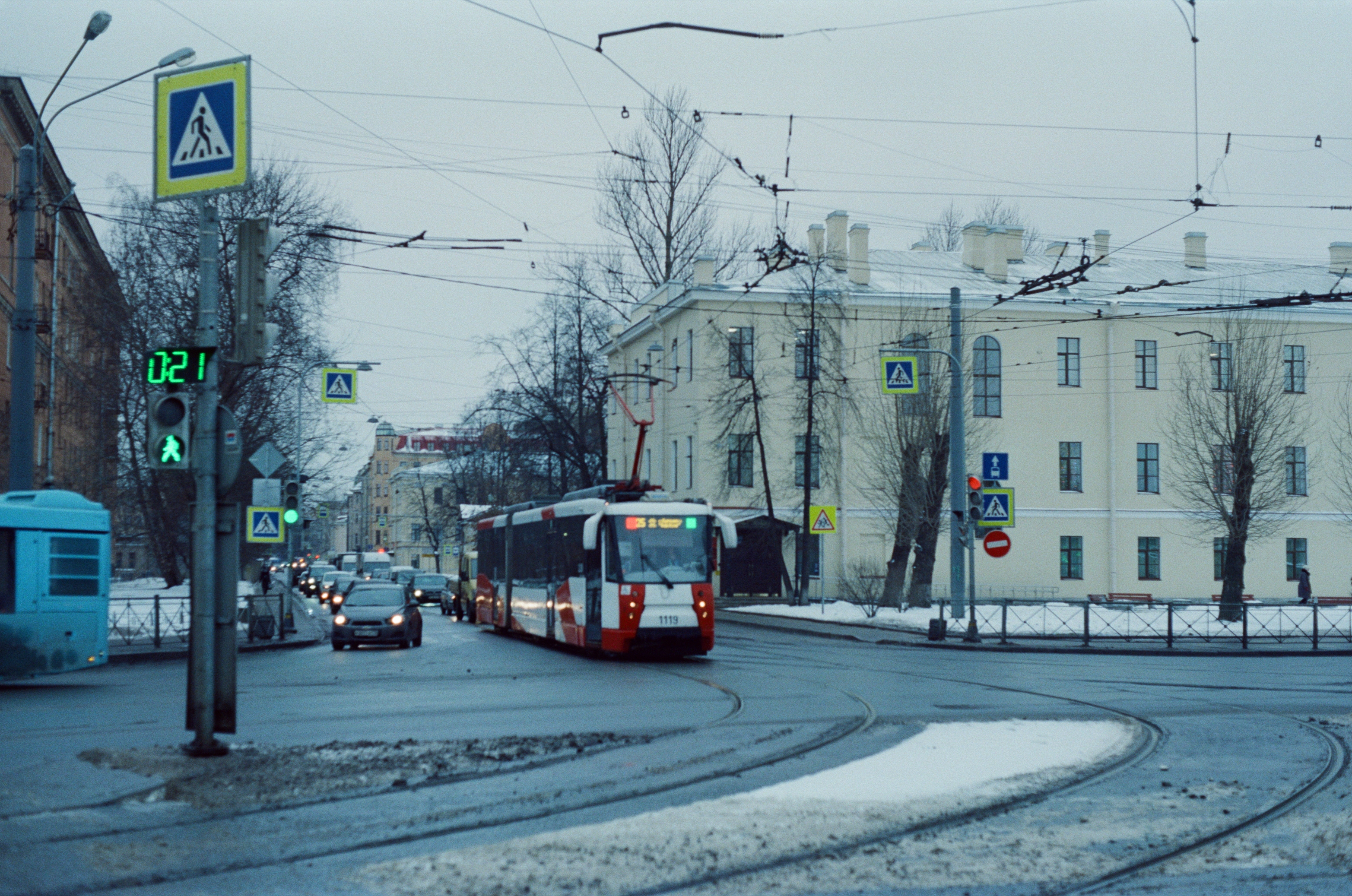
ЛВС-2005 в Петербурзі
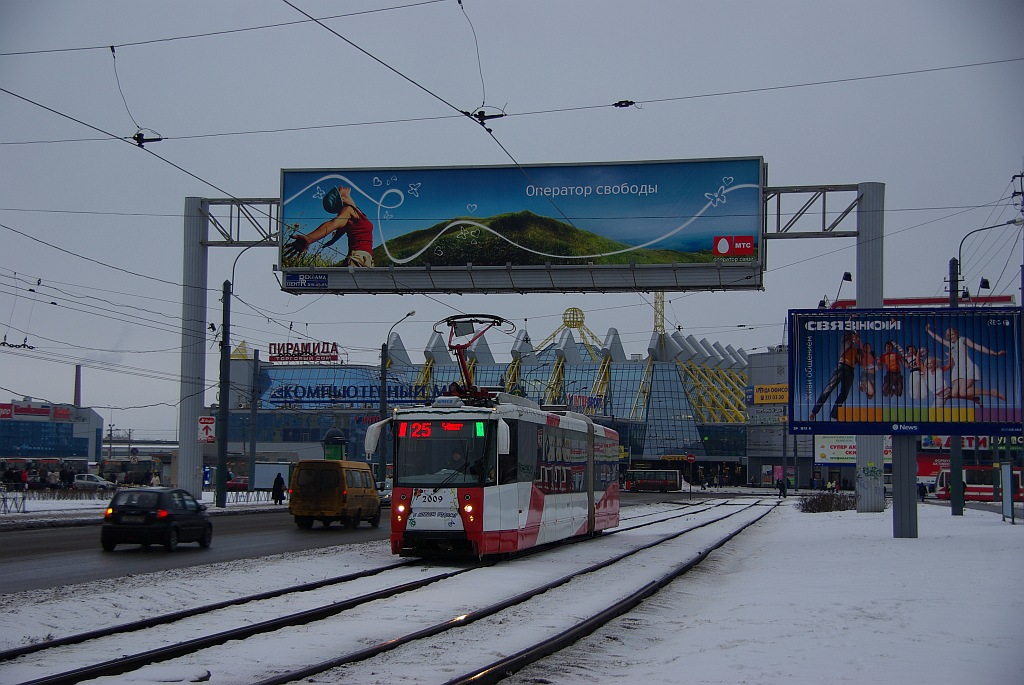
ЛВС-2005 в Петербурзі